# Étienne Geoffroy Saint-Hilaire
Étienne Geoffroy Saint-Hilaire (Étampes, 15 aprile 1772 – Parigi, 19 giugno 1844) è stato uno zoologo francese.
È considerato uno dei fondatori dell'anatomia comparata.

## Biografia
Era destinato ad una carriera ecclesiastica ma fu attratto dalla storia naturale quindi si iscrisse alla facoltà di biologia, studiando sotto la guida del biologo professore Mathurin-Jacques Brisson.
Nel 1793 assunse un ruolo direttivo al Muséum national d'histoire naturelle, occupandosi di zoologia.
Nel 1798 partecipò alla grande spedizione scientifica in Egitto al fianco di Napoleone Bonaparte.
Fu attratto dagli animali fuori dal comune e le sue descrizioni si distinsero per l'inclusione del carattere degli animali, delle abitudini, del comportamento e della loro "moralità".
Nel 1807 pubblicò tre memorie sull'anatomia dei pesci e successivamente il resoconto del suo viaggio in Africa intitolato La Description de l'Égypte nella quale si accorse delle analogie tra alcuni organi presenti nei pesci e quelli di altri vertebrati. Nello stesso anno divenne membro dell'Académie des sciences.
I suoi studi morfologici lo spinsero a scrivere la sua opera fondamentale intitolata Philosophie anatomique, in cui sostenne l'esistenza di un progetto unitario all'interno del quale si formano le differenze anatomiche delle classi dei vertebrati e degli invertebrati.
Collaborò con Cuvier e quindi con Lamarck, frequentando tutti i più grandi scienziati del suo tempo.
Nel 1827 si occupò di portare a Parigi da Marsiglia la giraffa"Zarafa" donata da Mehmet Ali al Re di Francia.
In contrasto con Cuvier, Geoffroy sostenne che gli organismi si modificano sotto l'impulso dell'ambiente in cui vivono.

## Opere

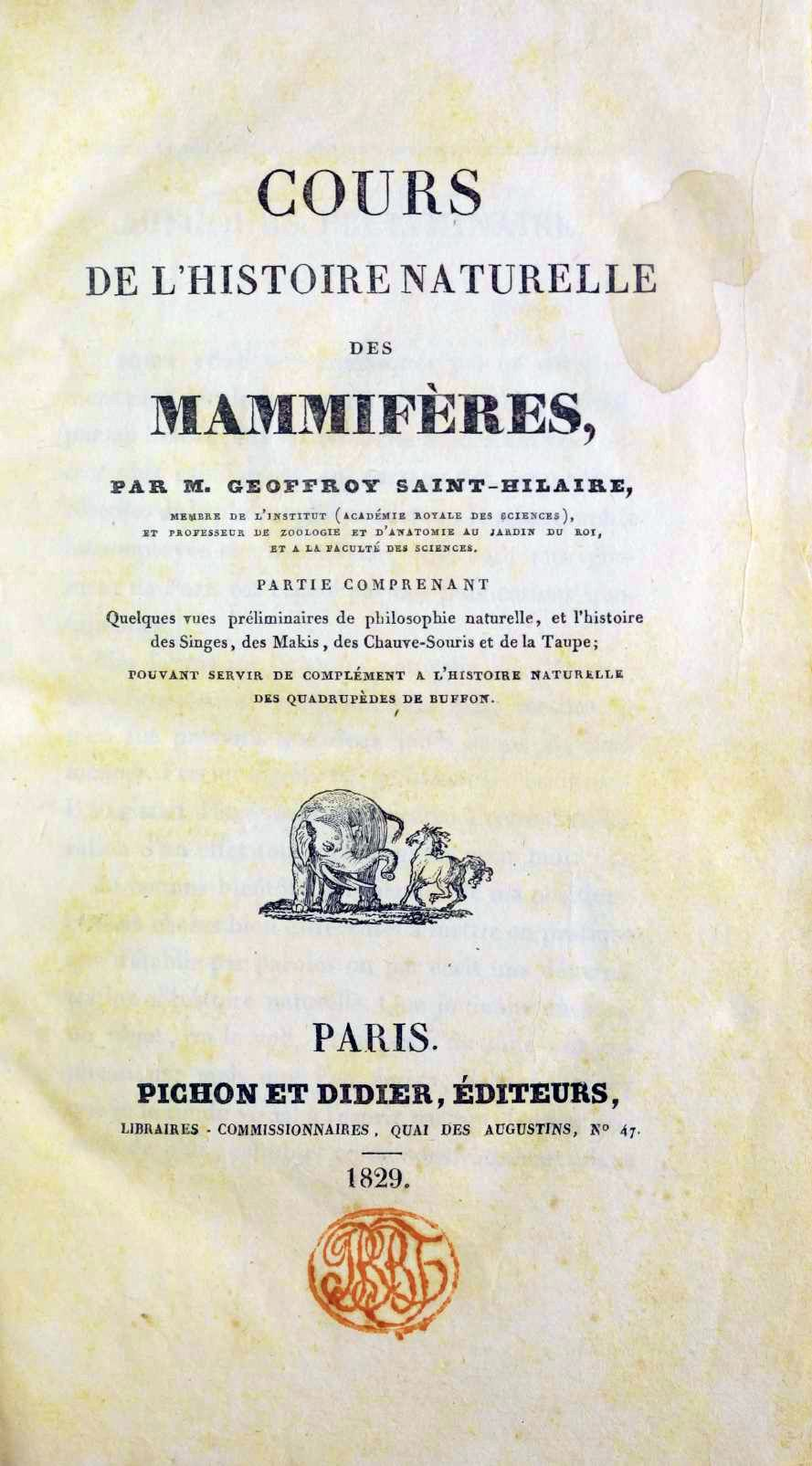
Cours de l'histoire naturelle des mammifères, 1829

- (FR) Cours de l'histoire naturelle des mammifères, Paris, Pichon & Didier, 1829.

| Geoffroy è l'abbreviazione standard utilizzata per le specie animali descritte da Étienne Geoffroy Saint-Hilaire. Categoria:Taxa classificati da Étienne Geoffroy Saint-Hilaire |